# جدال (فیلم ۱۳۵۵)
جدال فیلمی به کارگردانی عزیزالله بهادری و نویسندگی عزیزالله بهادری و بهمن زرین‌پور محصول سال ۱۳۵۵ است.

## خلاصه داستان
طاهر و شاگردش جمال رانندهٔ کامیون هستند. طاهر دلباختهٔ گلی است که در قهوه خانهٔ کریم کار می‌کند. طاهر و گلی ازدواج می‌کنند و حسادت کریم را برمی‌انگیزند و …

## بازیگران
- سعید راد
- جمیله
- جمال وفایی
- کاظم روشن ضمیر
- ملیحه نصیری
- عباس ناظری نیک
- احمد قدکچیان
- حسن رضایی
- نریمان شیری فرد